# Języki celebeskie
Języki celebeskie – grupa spokrewnionych języków austronezyjskich używanych w Indonezji, przede wszystkim w środkowej i północno-wschodniej części wyspy Celebes (Sulawesi) oraz na okolicznych wyspach. Ich podział przedstawia się w następujący sposób:
- Języki tomini-tolitoli(inne języki)
- Języki kaili-pamona(inne języki)
- Języki wotu-wolio(inne języki)
- Grupa wschodnia
  - Języki saluan-banggai(inne języki)
  - Grupa południowo-wschodnia
    - Języki bungku-tolaki(inne języki)
    - Języki muna-buton(inne języki)

Są klasyfikowane jako podstawowa grupa austronezyjska w ramach gałęzi malajsko-polinezyjskiej. W 2021 r. do języków celebeskich zaliczono język taliabu z prowincji Moluki Północne.